# SN 2008cf
SN 2008cf – supernowa typu Ia odkryta 4 maja 2008 roku w galaktyce A140732-2633. W momencie odkrycia miała maksymalną jasność 17,10m.